# Трент-Хилс
Трент-Хилс — посёлок (town) в Канаде, в провинции Онтарио, в графстве Нортамберленд. Основан в 2001 году в результате слияния муниципалитетов Кэмпбеллфорд-Симор, Перси, Гастингс.
Площадь Трент-Хилс составляет 510,83 км². Согласно переписи 2006 года, в Трент-Хилс проживает 12 247 человек (24,0 человек / км ²).